# Длиннохвостая уромия
Длиннохвостая уромия (лат. Uromyias agilis) — вид птиц из семейства Тиранновых.

## Описание
Длина тела 12,5 см. Птицы с очень длинным градуированным хвостом. Имеют коричнево-чёрную шапочку на голове, перья вытянуты в густой, уплощённый гребень.

## Распространение
Обитают в горных лесах Анд, на высотах от 2600 до 3400 метров, на территории центральной Колумбии, Эквадора (юг Котопахи, северо-восток Лоха) и западе Венесуэлы (штаты Мерида, Тачира).

## Этимология
Родовое название Uromyias состоит из греческих слов «ουρά», что онзначает хвост, и «μύγα» — муха. Название вида образовалось от латинского слова «agilis», которое значит активный, подвижный.

## Питание
Питаются насекомыми. Ищут пищу парами или группами до шести особей, почти всегда вместе с птицами других видов.

## Гнездо
Длиннохвостые уромии строят свои гнёзда в стеблях бамбуковых растений рода Chusquea, используя листья, чтобы сплести чашку и прокладывая её перьями других птиц. Не мигрируют.